# Velizhsky (huyện)
Huyện Velizhsky (tiếng Nga: Ве́лижский райо́н) là một huyện hành chính tự quản (raion), của Tỉnh Smolensk, Nga. Huyện có diện tích 1460 km², dân số thời điểm ngày 1 tháng 1 năm 2000 là 15800 người. Trung tâm của huyện đóng ở Velizh.